# Carlos Quentin
Carlos Jose Quentin (né le 28 août 1982 à Bellflower, Californie, États-Unis) est un ancien joueur de champ extérieur de baseball qui évolue dans les Ligues majeures de 2006 à 2014.
Il est invité au match des étoiles en 2008 et 2011 et gagne en 2008 un Bâton d'argent pour ses performances en offensive.

## Carrière

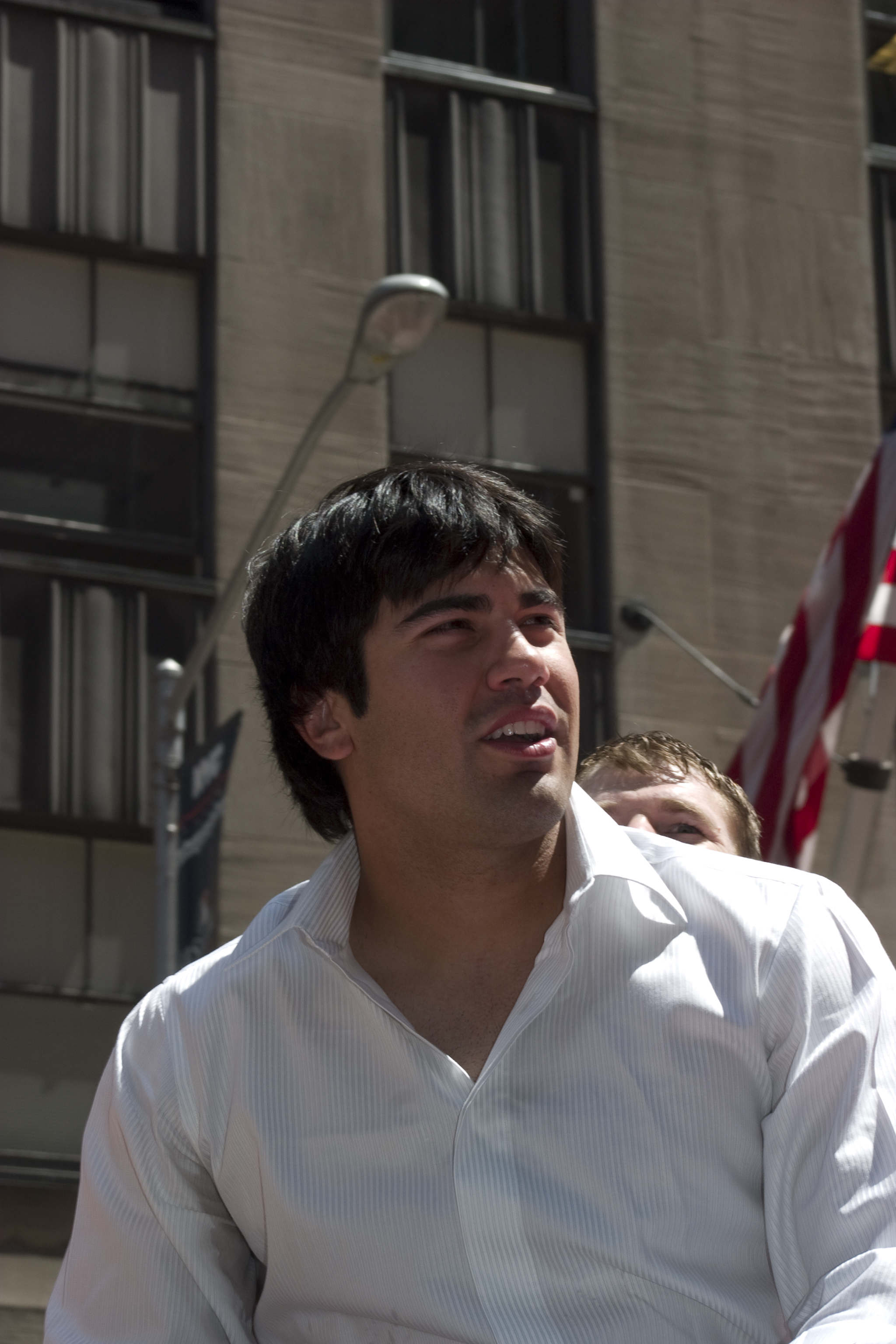
Carlos Quentin en 2008.

### Débuts
Carlos Quentin joue au baseball, au football américain et au basket-ball au lycée. Il remporte deux Western League Championships en baseball, est sélectionné en équipe première de la All-County, All-CIF, et de la All-Western League en football américain et gagne un championnat d'État en basket.
Étudiant à l'Université Stanford, il est sélectionné trois fois en sélection All Pac-10 de baseball. Il aide les Cardinals à s'illustrer en College World Series en 2003, ne s'inclinant qu'en finale face aux Rice Owls.

### Diamondbacks de l'Arizona
Il est repêché le 3 juin 2003 par les Diamondbacks de l'Arizona au premier tour (29e choix) et débute en Ligue majeure le 20 juillet 2006.

### White Sox de Chicago
Échangé aux White Sox de Chicago le 3 décembre 2007, il signe sa meilleure saison sous les couleurs des Sox. Il termine 5e du vote pour le meilleur joueur de l'année en Ligue américaine, remporte son premier Prix Silver Slugger et honore sa première sélection au match des étoiles.

### Padres de San Diego
Le 31 décembre 2011, Quentin passe aux Padres de San Diego en retour de deux joueurs des ligues mineures, le lanceur droitier Simón Castro et le lanceur gaucher Pedro Hernández. Le 22 juillet, les Padres annoncent que Quentin a accepté une prolongation de contrat de 3 ans avec le club. Il termine sa première saison chez les Padres avec une moyenne au bâton de ,261 en 86 matchs, au cours desquels il frappe 16 circuits et produit 46 points. Son genou droit, pour lequel il a été opéré en mars avant le début de la saison, lui faisant rater les 49 premières parties des Padres, le fait de nouveau souffrir et il est opéré une nouvelle fois en octobre.

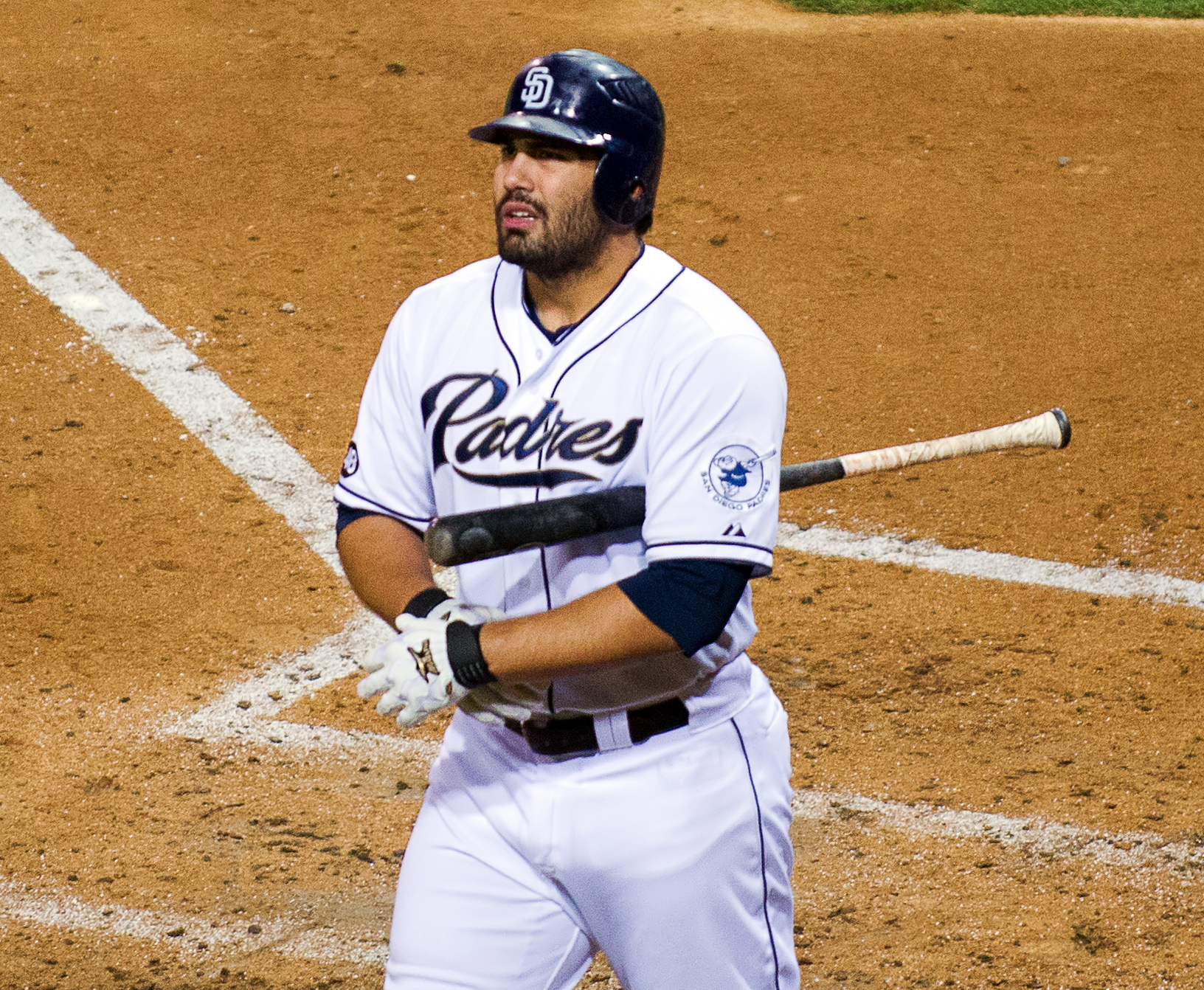
Carlos Quentin en 2012 avec les Padres de San Diego.

Le 11 avril 2013 à San Diego, Quentin est atteint par un lancer de Zack Greinke des Dodgers de Los Angeles et se rue sur le monticule pour s'en prendre au lanceur. Une mêlée générale s'ensuite. Greinke, qui ne joue que son deuxième match pour les Dodgers, a la clavicule gauche brisée. Quentin est expulsé du match. Quentin, un des joueurs en activité les plus fréquemment atteint par des tirs, était touché par un lancer pour la 116e fois en carrière. Le lendemain de l'incident, Quentin est suspendu pour 8 matchs par le baseball majeur.

### Braves d'Atlanta
Avec les voltigeurs Cameron Maybin et Jordan Paroubeck, le lanceur droitier Matt Wisler ainsi que la 41e sélection au total du repêchage amateur de 2015, Carlos Quentin est transféré aux Braves d'Atlanta le 5 avril 2015 en échange du stoppeur étoile Craig Kimbrel et du voltigeur Melvin Upton. Quentin est libéré par les Braves dès son acquisition.

### Mariners de Seattle
Le 22 avril 2015, Quentin signe un contrat des ligues mineures avec les Mariners de Seattle. Cédé aux ligues mineures sans avoir eu l'occasion ni la promesse de jouer avec les Mariners, il annonce le 29 avril 2015 qu'il met fin à sa carrière à l'âge de 32 ans, après 9 saisons dans les majeures.

### Twins du Minnesota
Absent du jeu en 2015 après avoir annoncé sa retraite, Quentin revient sur sa décision et signe le 2 février 2016 un contrat des ligues mineures avec les Twins du Minnesota.

## Statistiques
| Saison | Équipe     | G   | AB   | R   | H   | 2B | 3B | HR | RBI | SB | BA   |
| ------ | ---------- | --- | ---- | --- | --- | -- | -- | -- | --- | -- | ---- |
| 2006   | Arizona    | 57  | 166  | 23  | 42  | 13 | 3  | 9  | 32  | 1  | .253 |
| 2007   | Arizona    | 81  | 229  | 29  | 49  | 16 | 0  | 5  | 31  | 2  | .214 |
| 2008   | Chicago WS | 130 | 480  | 96  | 138 | 26 | 1  | 36 | 100 | 7  | .288 |
| 2009   | Chicago WS | 99  | 351  | 47  | 83  | 14 | 0  | 21 | 56  | 3  | .236 |
| 2010   | Chicago WS | 131 | 453  | 73  | 110 | 25 | 2  | 26 | 87  | 2  | .243 |
| Totaux | Totaux     | 498 | 1679 | 268 | 422 | 94 | 6  | 97 | 306 | 15 | .251 |

Note : G = Matches joués ; AB = Passages au bâton; R = Points ; H = Coups sûrs ; 2B = Doubles ; 3B = Triples ; 
HR = Coup de circuit ; RBI = Points produits ; SB = Buts volés ; BA = Moyenne au bâton.